# Hipertrofia ventricular esquerda

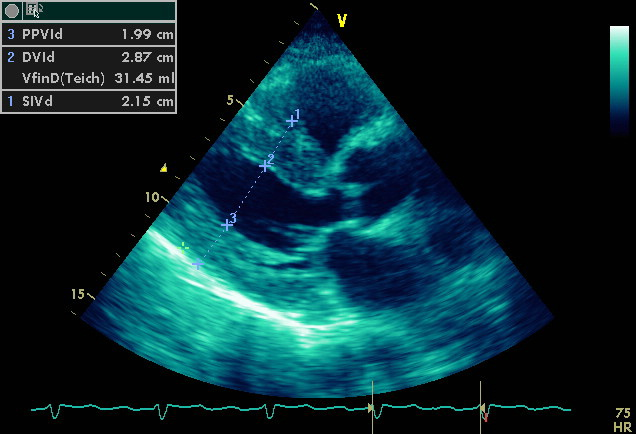
FIGURA 10

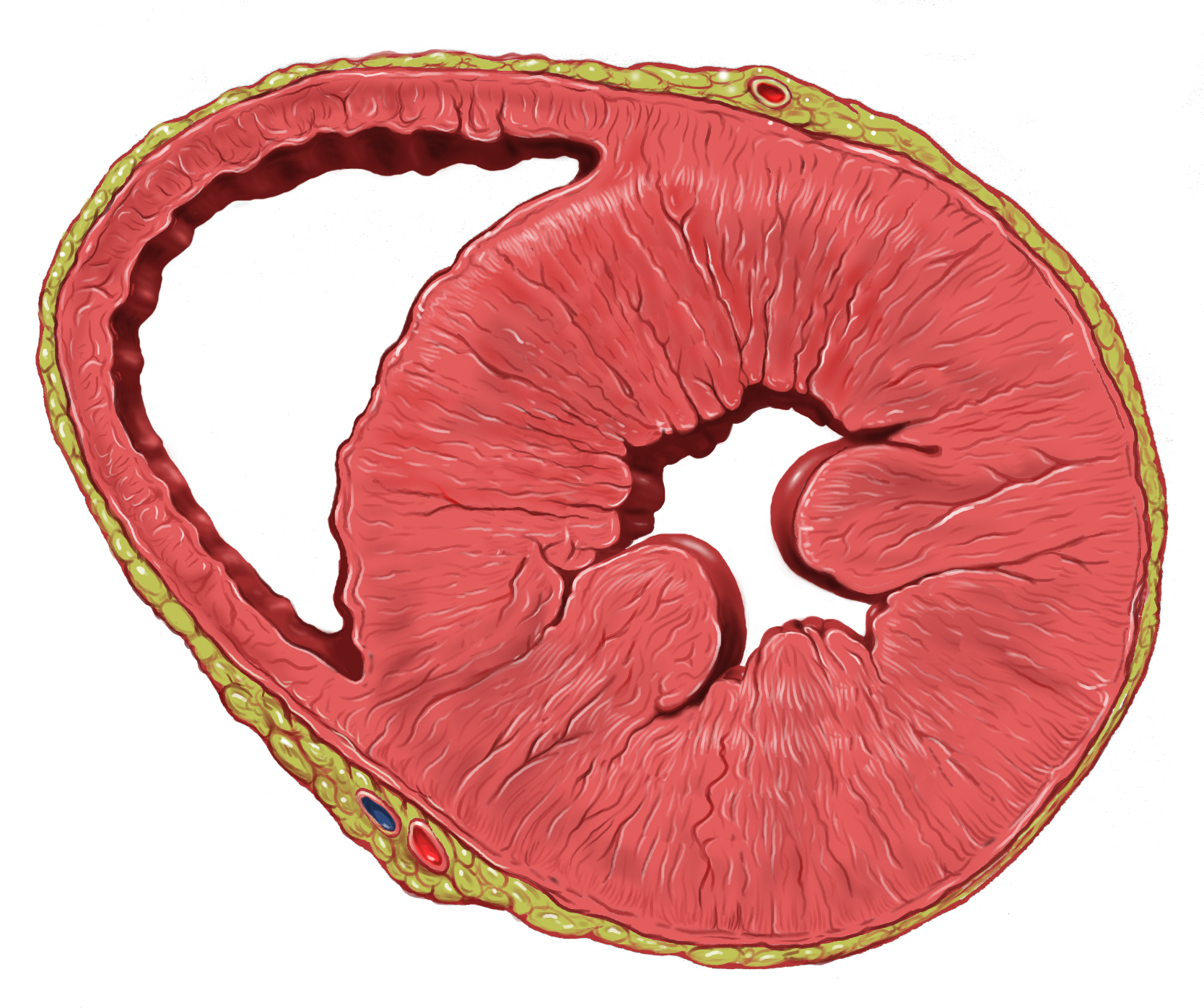
Heart left ventricular hypertrophy sa

Hipertrofia ventricular esquerda é o espessamento da parede do ventrículo esquerdo. Apesar de encontrarmos no electrocardiograma sinais eléctricos de hipertrofia o seu estudo é feito pormenorizadamente em ecocardiografia.